# Lava

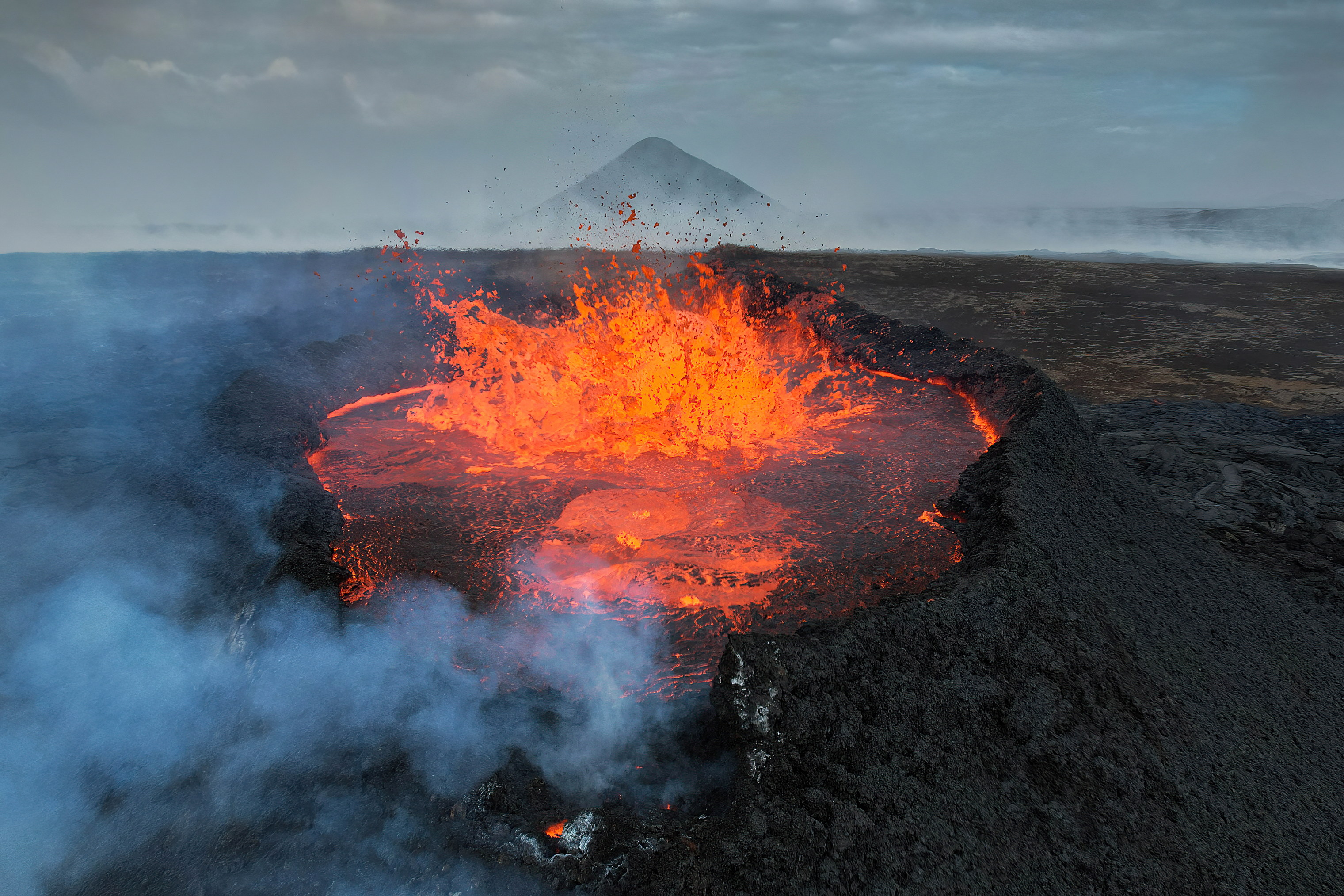
Lava fresca da erupção do vulcão Fagradalsfjall na Islândia, em 2023.

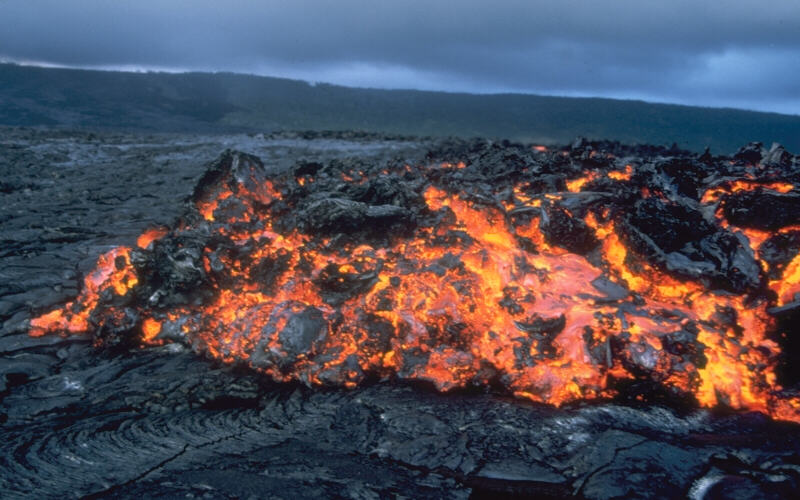
Escoada lávica escoriácea (aa) avançando sobre lava encordoada (pāhoehoe) (Kīlauea, Havai).

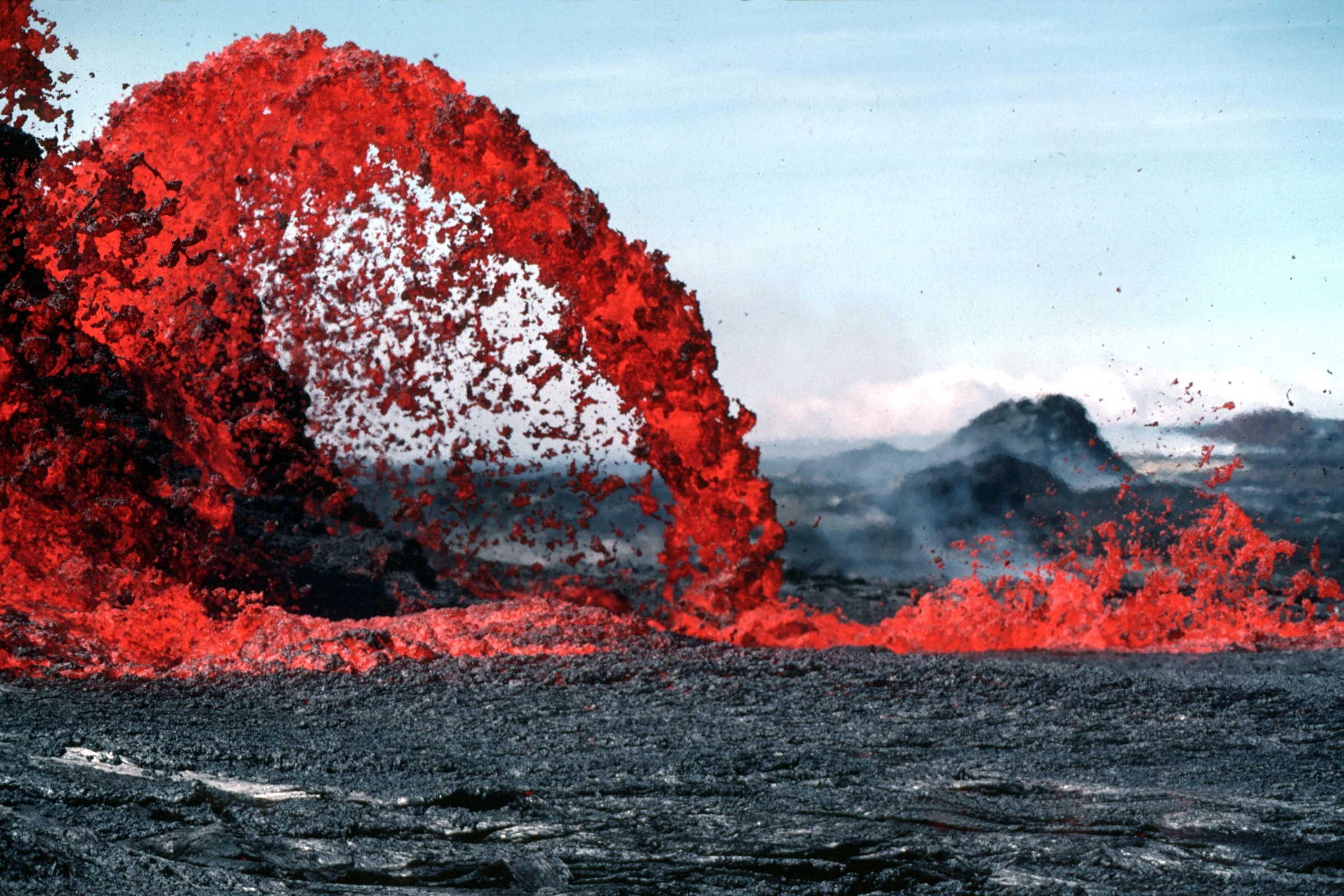
Jacto de lava muito fluida (que dará origem a uma escoada pāhoehoe) com 10 m de altura (Havai)

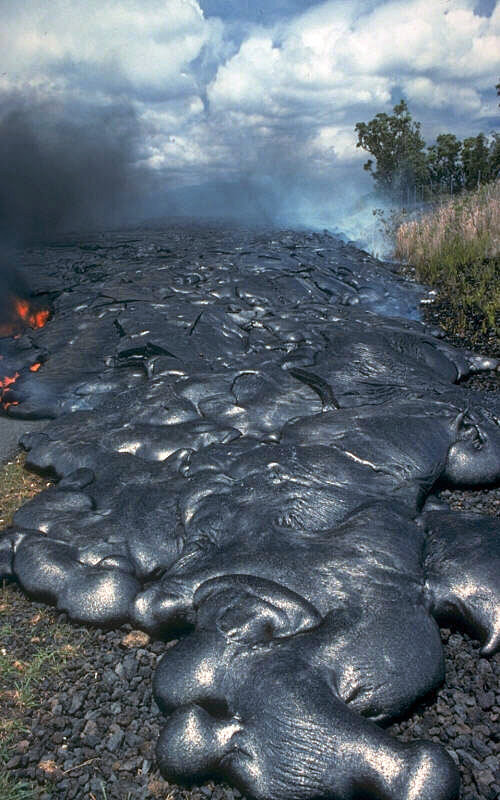
Escoada lávica pahoehoe avançando por uma estrada em Kalapana, Hawaii.

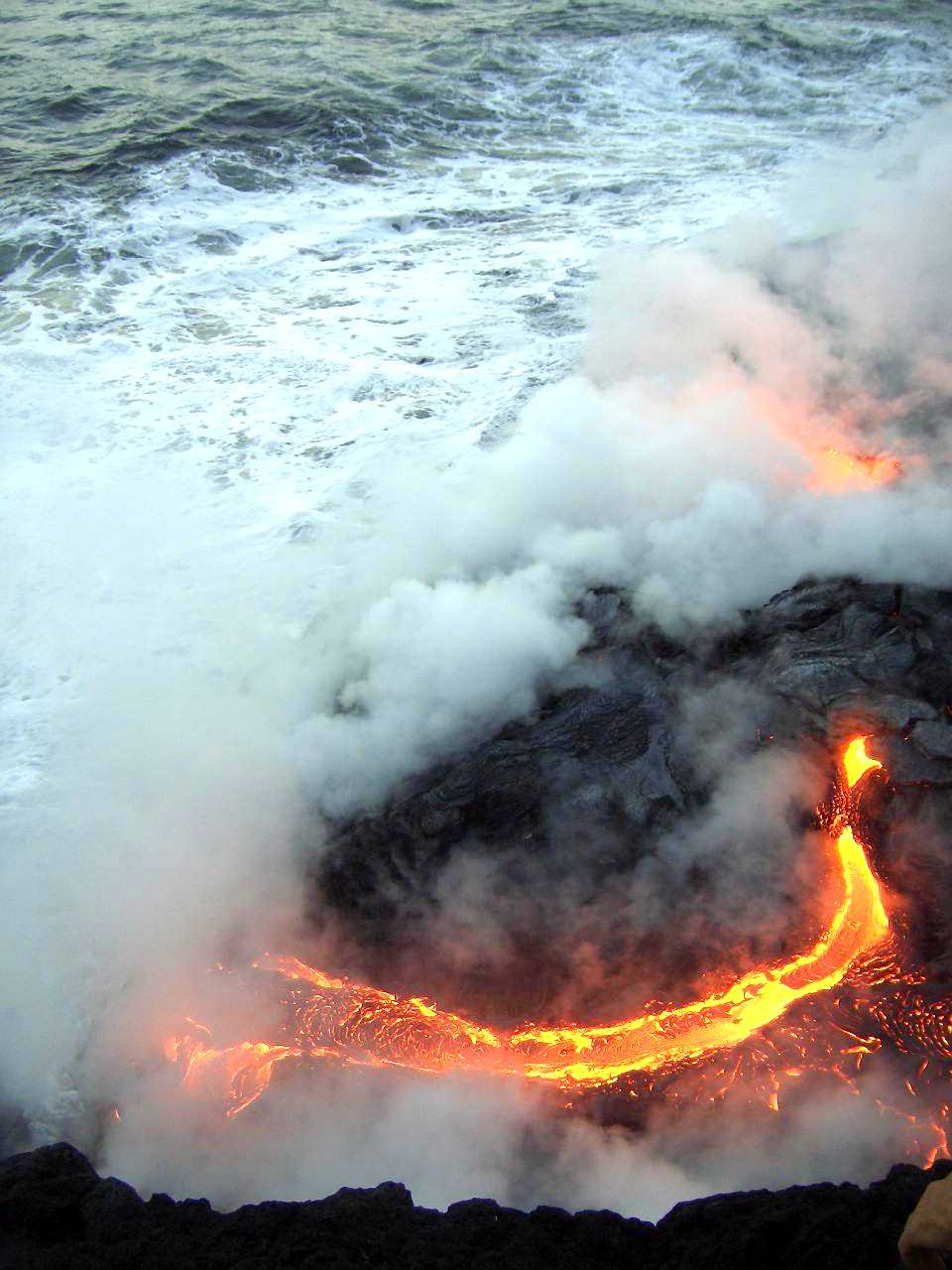
Escoada de lava entrando no mar (ilha da Reunião, 2004).

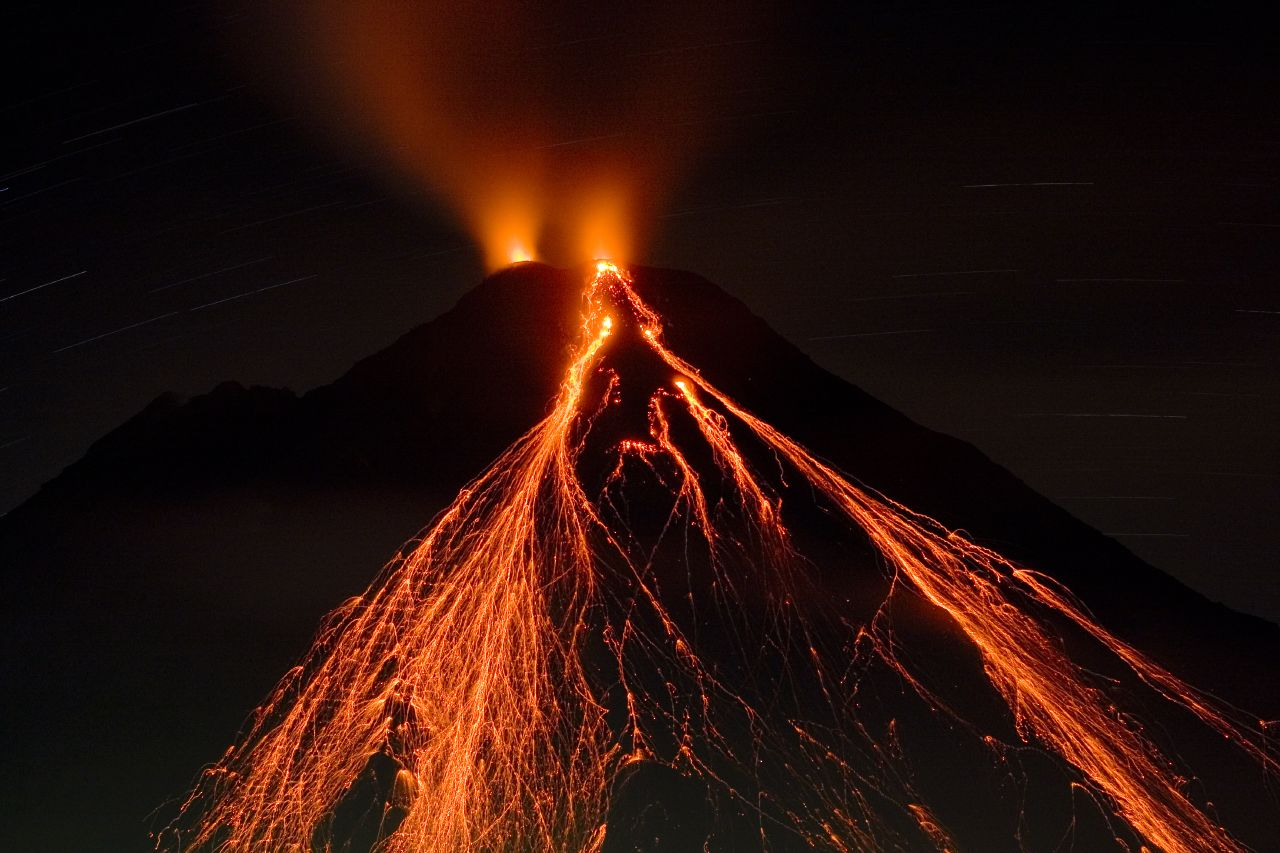
O Vulcão Arenal, Costa Rica, é um estratovulcão.

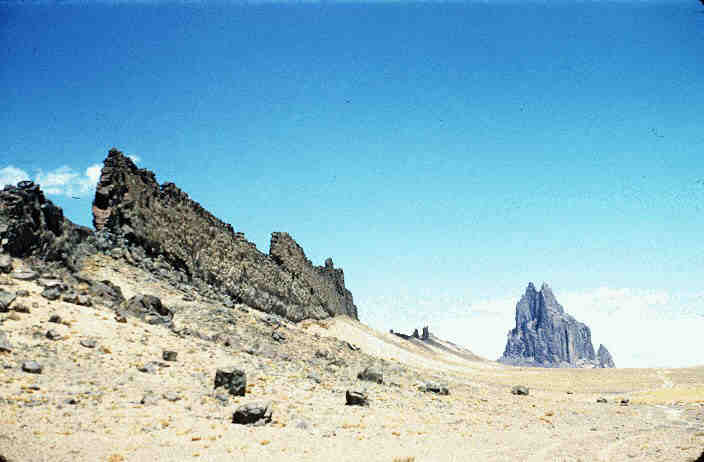
Shiprock, New Mexico, Estados Unidos: uma agulha vulcânica ao longe, com um dique radial no seu lado sul.

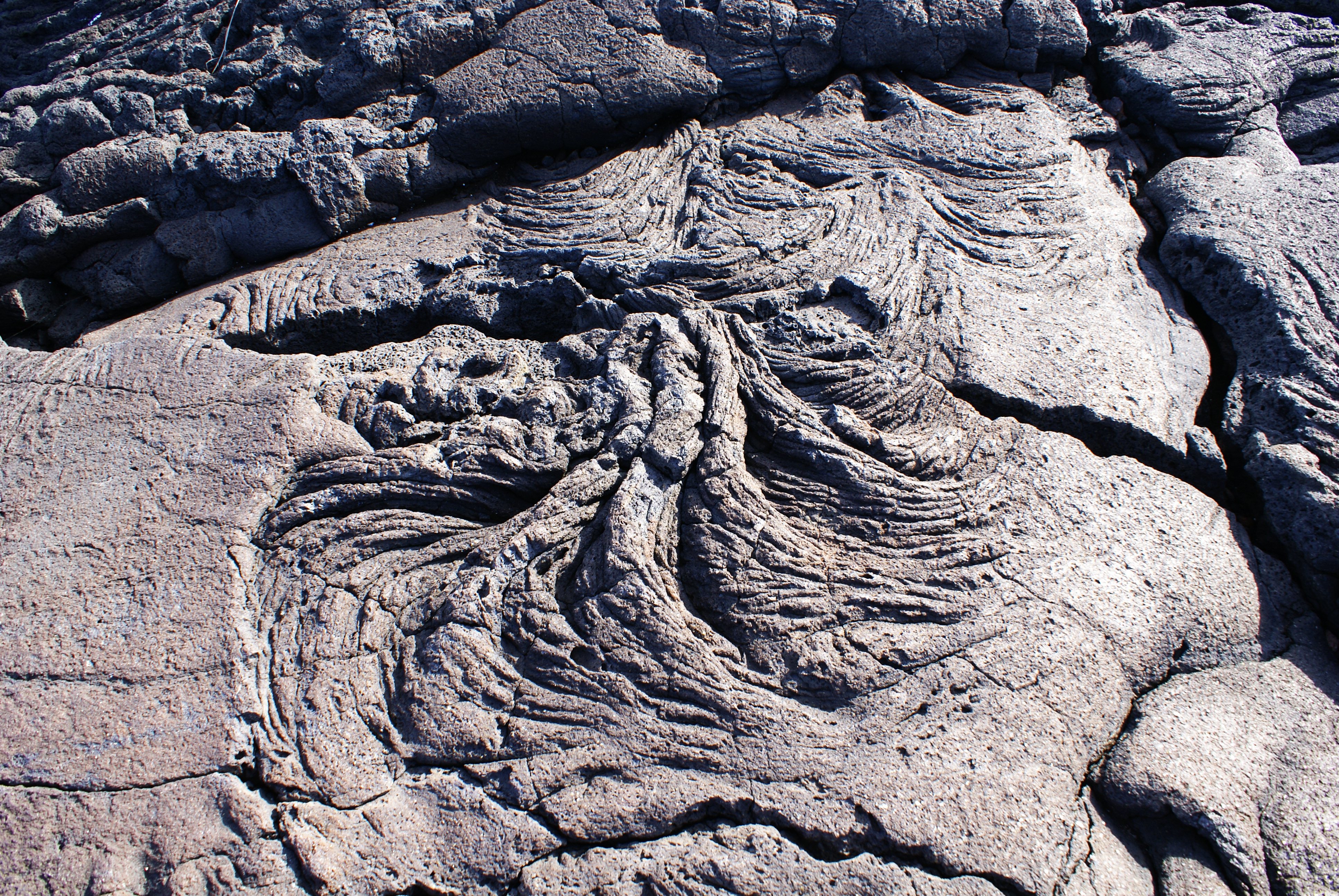
Lava encordoada na Paisagem Protegida de Interesse Regional da Cultura da Vinha da ilha do Pico, Lajido de Santa Luzia.

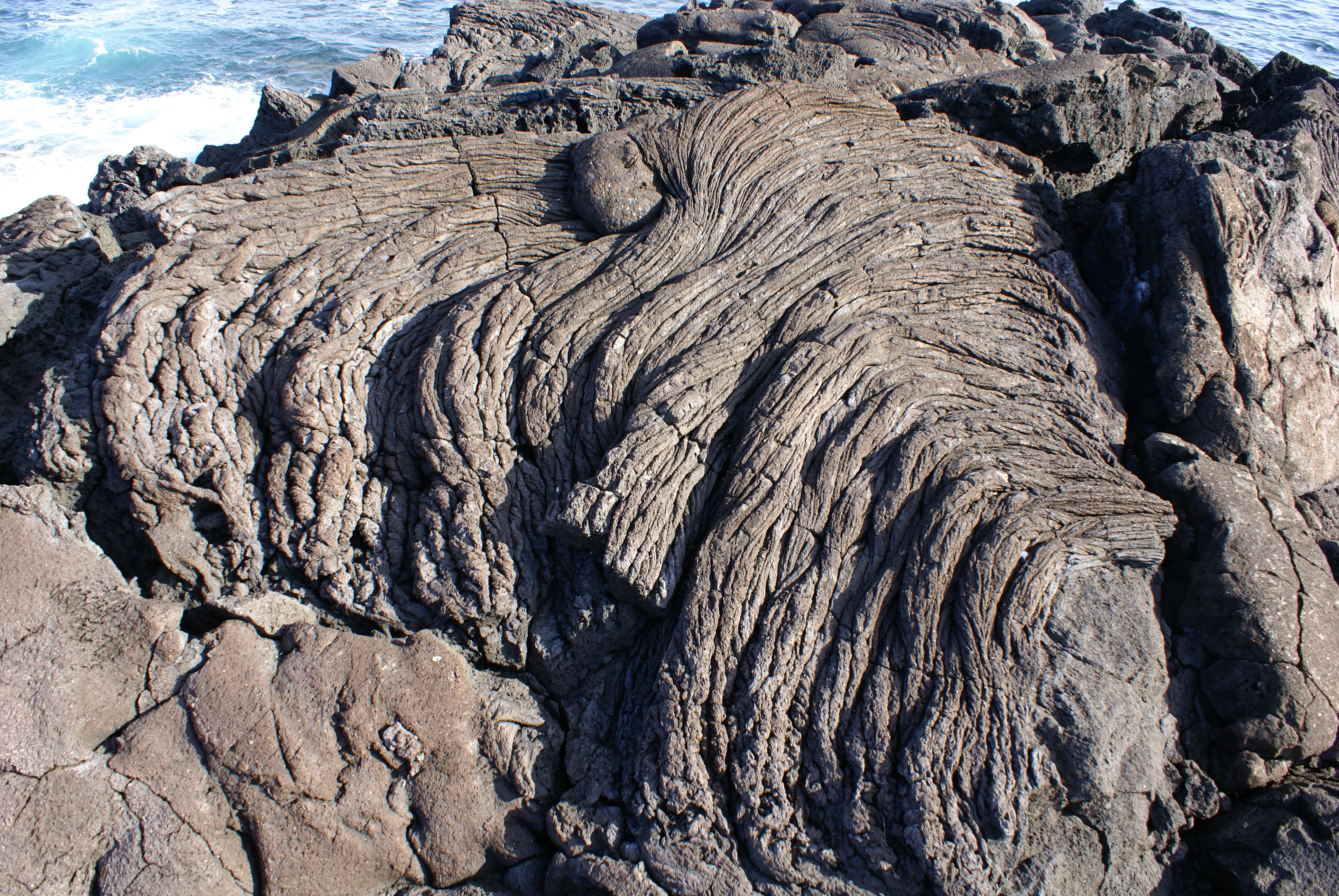
Lava encordoada na Paisagem Protegida de Interesse Regional da Cultura da Vinha da ilha do Pico, Mistérios de Santa Luzia, Ilha do Pico, Açores.

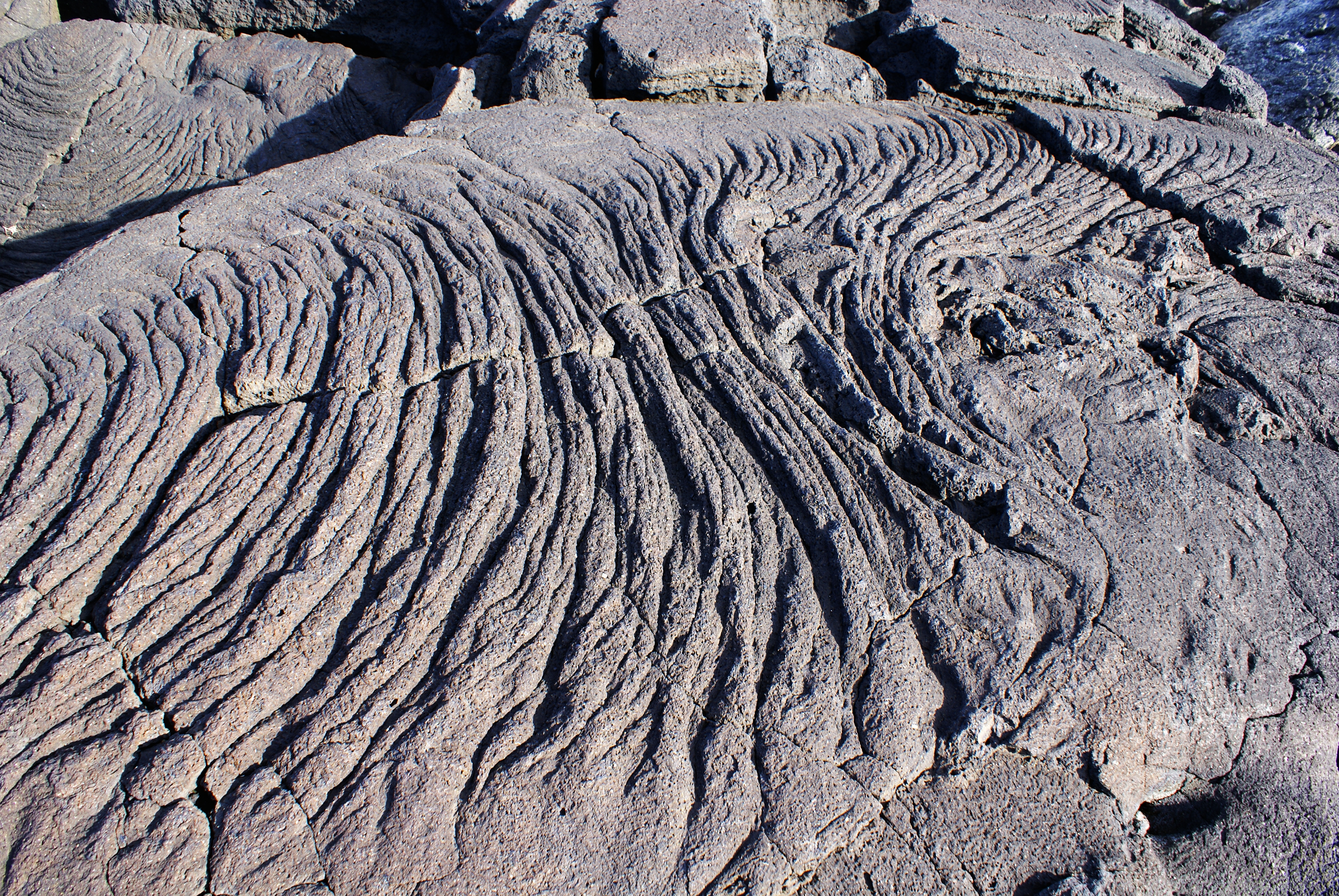
Lava encordoada na Paisagem Protegida de Interesse Regional da Cultura da Vinha da ilha do Pico, Mistérios de Santa Luzia, ilha do Pico, Açores

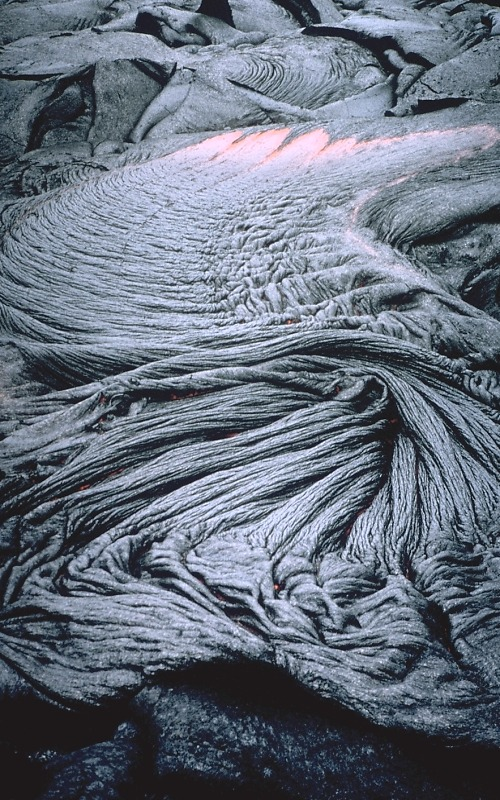
Lava encordoada do vulcão Kīlauea, Havai.

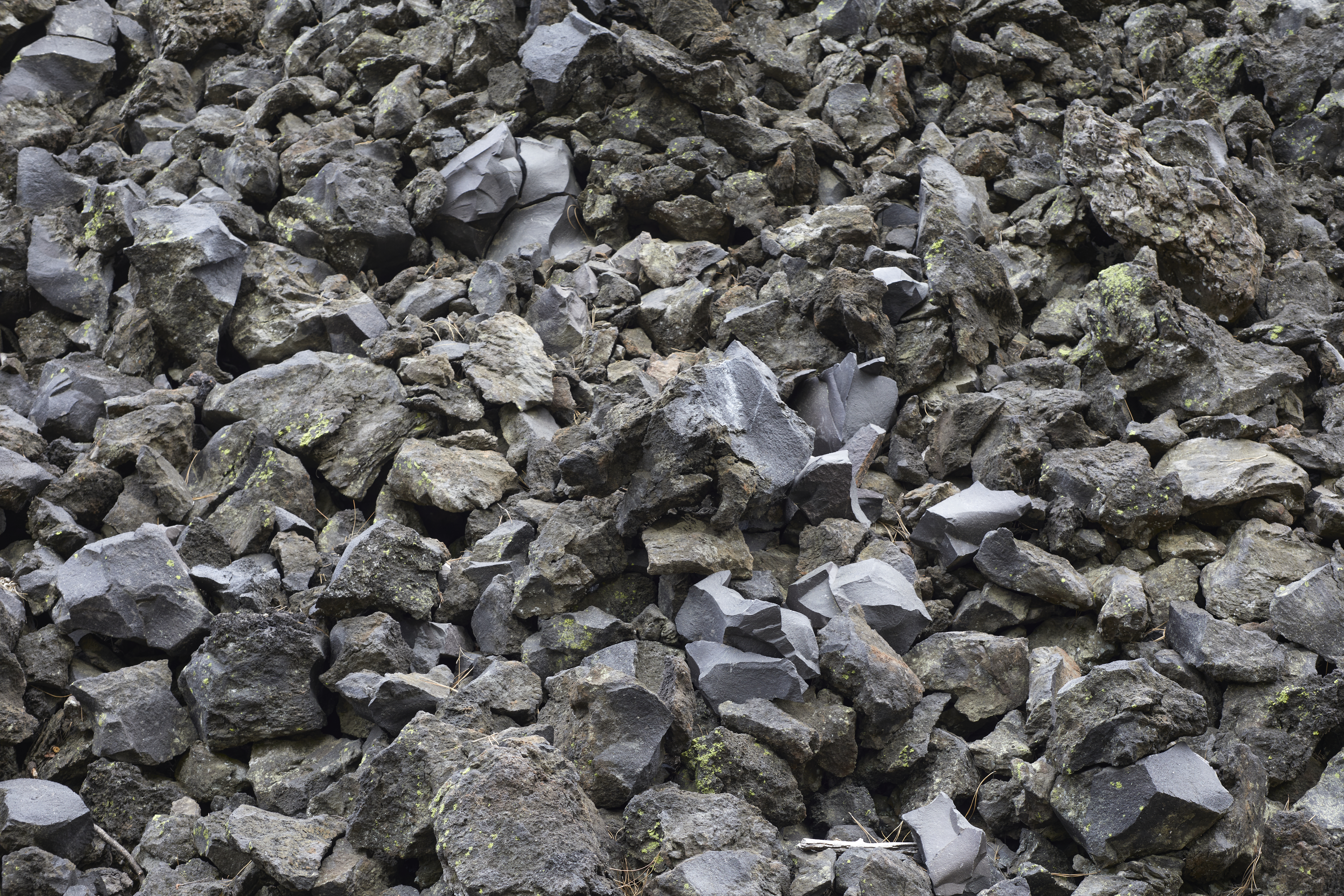
Lava em blocos no Fantastic Lava Beds próximo de Cinder Cone, no Lassen Volcanic National Park.

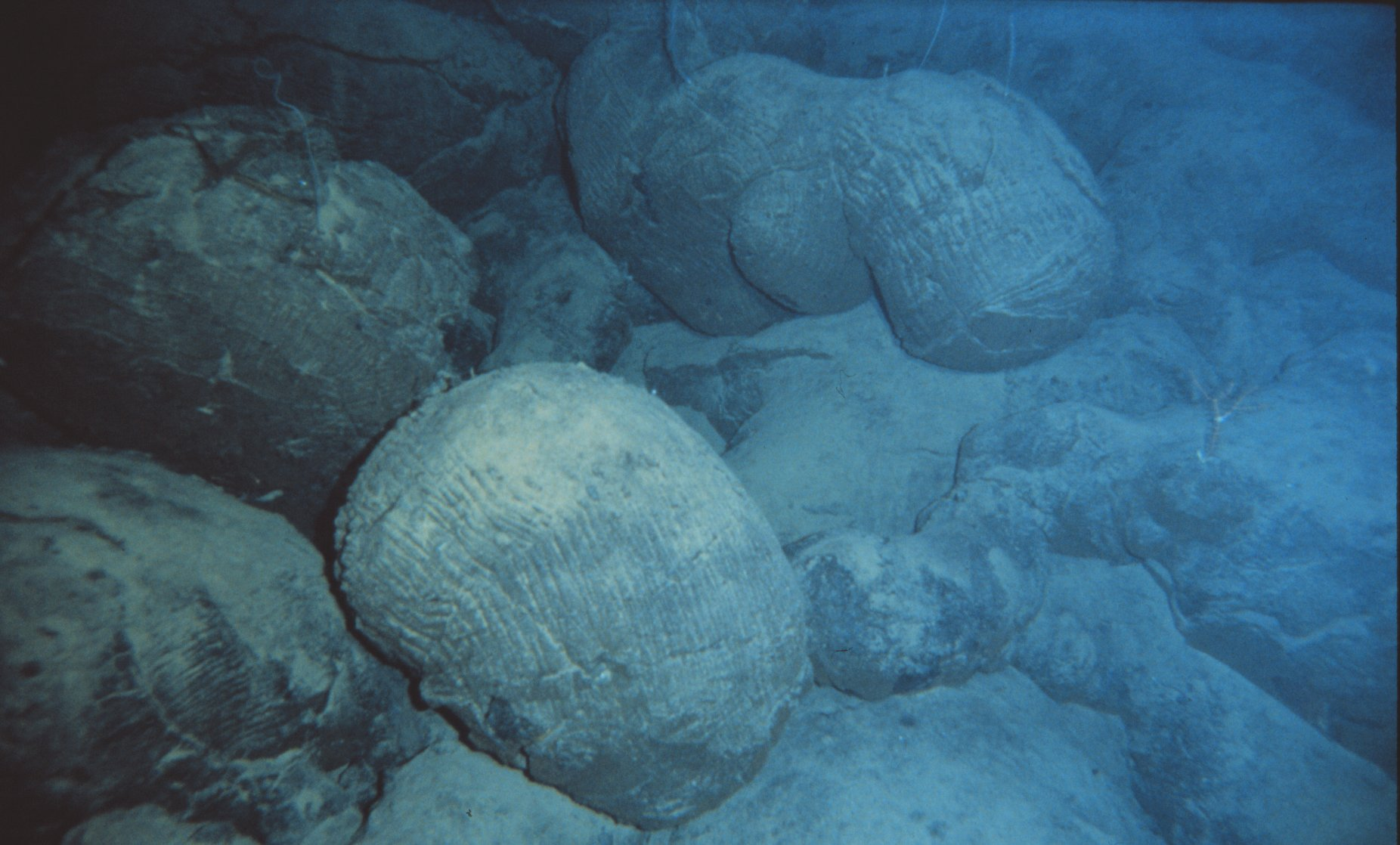
Lava em almofada no fundo do mar perto do Hawaii.

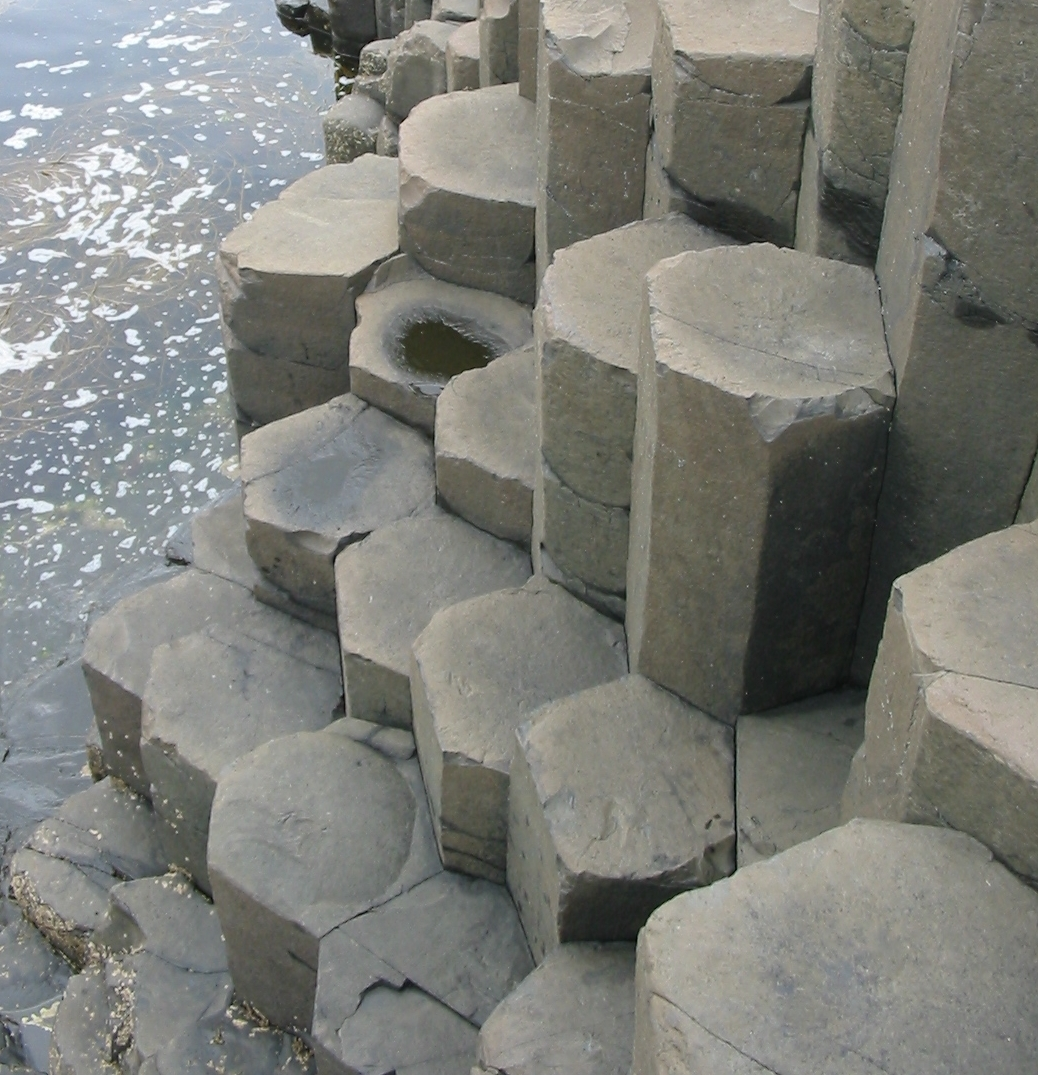
Disjunção colunar no Giant's Causeway, Irlanda do Norte.

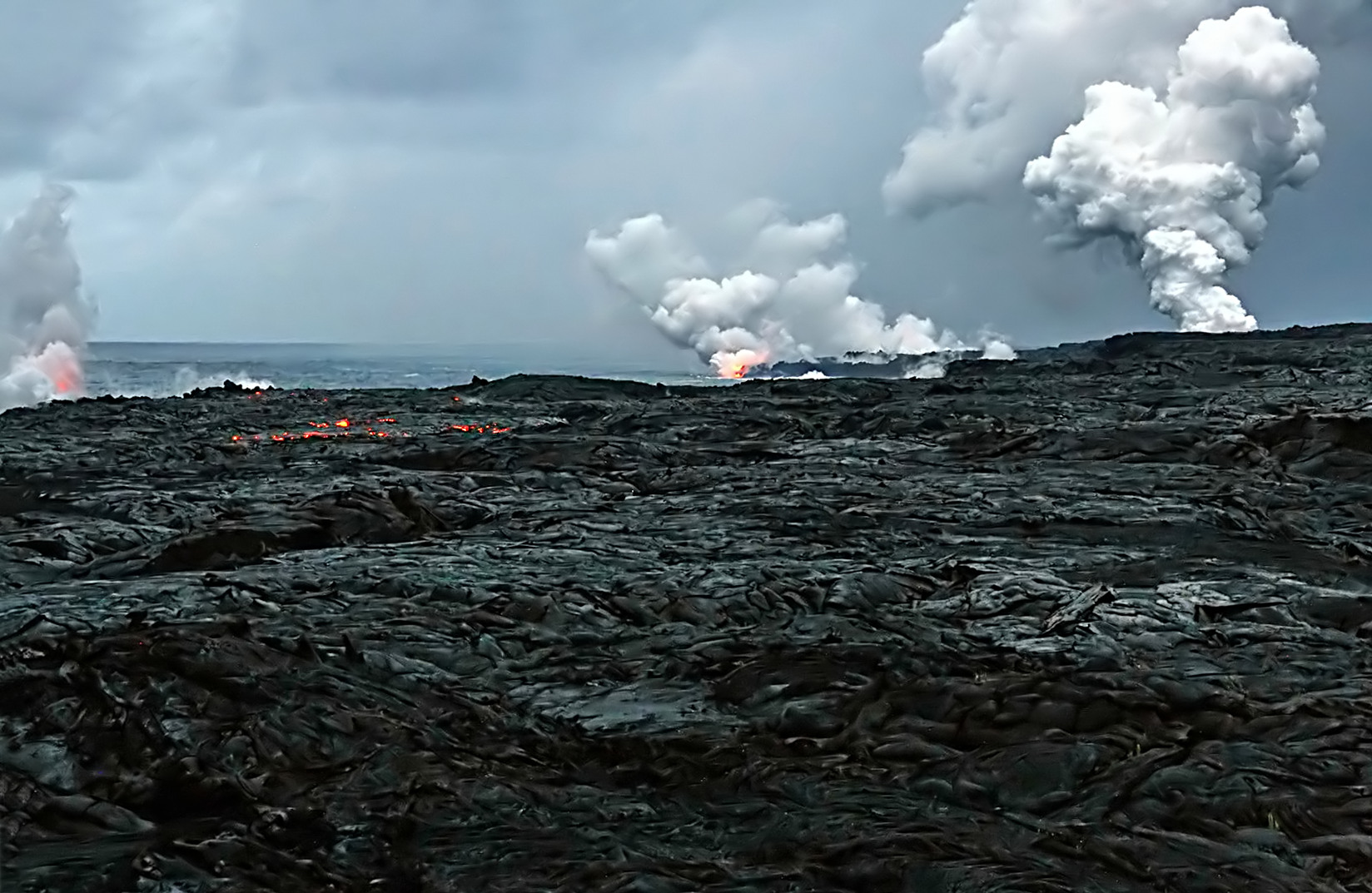
Lava a entrar no Pacífico na Big Island do Hawaii.

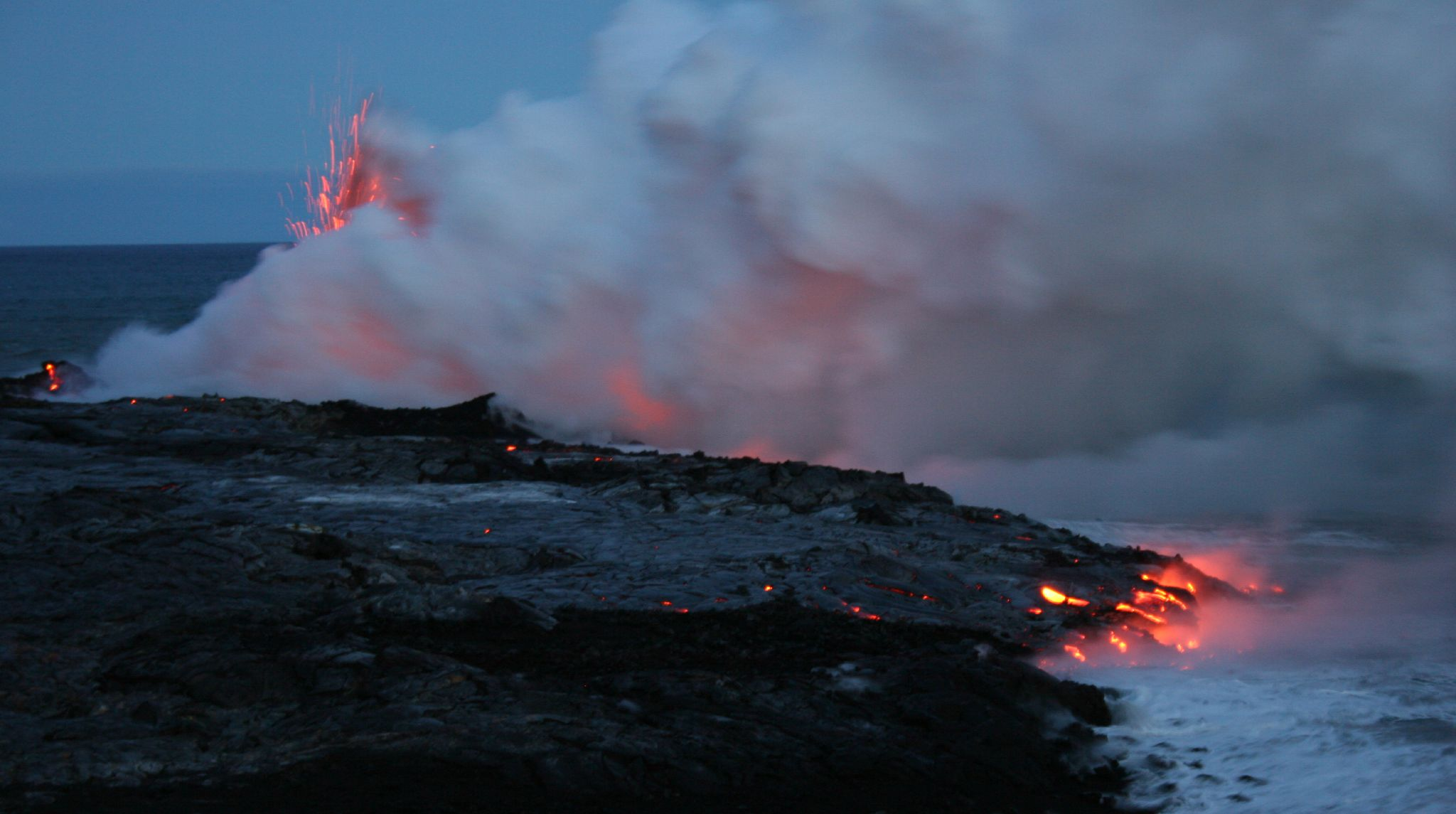
Lava a formar um delta lávico e a expandir a Big Island do Hawaii, Hawaii Volcanoes National Park.

Lava (do italiano lava, derivado do latim labes: queda, declive ou penetrante) é a designação dada ao material geológico em fusão, com temperatura geralmente variando entre os 600 °C e os 1250 °C, que um vulcão expele durante uma erupção. Embora em função da sua composição e temperatura as lavas possam ter uma viscosidade superior a 100 000 vezes a da água, algumas delas, particularmente as máficas, podem ser muito fluidas, o que, em conjunto com as suas propriedades de tixotropia e de pseudoplasticidade, permite que as escoadas lávicas criadas pelas erupções efusivas (não explosivas) permaneçam ativas durante períodos longos e nalguns casos percorram mais de uma dezena de quilómetros antes de solidificar. A lava deriva diretamente do magma, o material em fusão que se encontra sob a superfície da Terra, cuja composição a lava reflete, pelo que ao solidificar, depois de desgaseificar e arrefecer, forma escoadas lávicas constituídas pelas correspondentes rochas ígneas extrusivas.

## Descrição
O termo lava é usado para designar a rocha fundida ou parcialmente fundida (diretamente derivada do magma) que é expelida do interior de um planeta telúrico (como a Terra) ou de um satélite natural para a sua superfície. A lava pode resultar da erupção de um vulcão ou ser estruída através de uma fissura na crosta, em terra (erupção subaérea) ou debaixo de água (erupção subaquática), normalmente a temperaturas de 800 °C a 1200 °C. A rocha vulcânica resultante do arrefecimento subsequente é também frequentemente designada por lava.
Uma escoada de lava é um derrame de lava que resulta de uma erupção efusiva (uma erupção explosiva, pelo contrário, produz uma mistura de cinzas vulcânicas e outros fragmentos designados por piroclastos (ou tefra), e não escoadas de lava). A viscosidade da maior parte da lava é aproximadamente 10 000 a 100 000 vezes a da água à temperatura ambiente. Mesmo assim, a lava pode fluir grandes distâncias antes do processo de arrefecimento a solidificar, porque a lava exposta ao ar desenvolve rapidamente uma crosta sólida que isola a lava líquida restante, ajudando a mantê-la suficientemente quente e invíscida para continuar a fluir.
A palavra lava tem origem na língua italiana e deriva provavelmente da palavra latina labes, que significa queda ou deslize. Uma das primeiras utilizações da palavra relacionada com a extrusão de magma, se não a primeira, encontra-se num breve relato da erupção de 1737 do Vesúvio, que ocorreu entre 14 de maio e 4 de junho de 1737, escrito pelo médico e naturalista napolitano Francesco Serao (1702–1783), que descreveu um fluxo de lava ardente como uma analogia ao fluxo de água e lama que descia pelos flancos do vulcão (um lahar) após uma forte chuvada.

### Propriedades das lavas
As lavas podem-se distinguir em função da sua composição química (e mineralógica), da sua temperatura e viscosidade (reologia) e da forma e ritmo de efusão. Assim, as lavas podem ser classificadas em função dessas características, embora estas reflitam parâmetros que, na realidade, são interdependentes, já que a composição e a temperatura determinam a viscosidade, e esta é determinada pelo tipo de vulcanismo.

#### Temperatura
A temperatura da maioria dos tipos de lava em fusão varia entre cerca de 800 ºC e 1200 ºC, dependendo da composição química da lava. Esta gama de temperaturas é semelhante às temperaturas mais quentes que podem ser atingidas com uma forja a carvão de ar forçado. A lava é mais fluida quando próxima do ponto de erupção, tornando-se muito mais viscosa à medida que se afasta e a sua temperatura desce.
As escoadas de lava desenvolvem rapidamente uma crosta isolante de rocha sólida em resultado da perda radiativa de calor. A partir daí, a lava arrefece por uma condução muito lenta de calor através da crosta rochosa. Por exemplo, geólogos do United States Geological Survey perfuraram regularmente o lago de lava do vulcão Kilauea Iki, formado numa erupção daquele vulcão que ocorreu em 1959. Após três anos, a crosta sólida da superfície, cuja base estava a uma temperatura de 1065 ºC, ainda tinha apenas 14 m de espessura, embora o lago tivesse cerca de 100 m de profundidade. O líquido residual ainda estava presente a profundidades de cerca de 80 m passados 19 anos após o início da erupção.
Uma escoada de lava a arrefecer sofre contração térmica, o que provoca fracturas na rocha resultante. As escoadas de basalto apresentam um padrão caraterístico de fracturação, com as partes mais elevadas da escoada com fracturas irregulares que se estendem para baixo, enquanto a parte inferior da escoada apresenta um padrão muito regular de fracturas que dividem a escoada em colunas de cinco ou seis lados. A parte superior irregular do fluxo solidificado é designada por entablamento (ou entablature), enquanto a parte inferior, que apresenta disjunção colunar, é designada por colunata (ou  colonnade). Da mesma forma, os padrões verticais regulares nos lados das colunas, produzidos pelo arrefecimento com fracturação periódica, são descritos como marcas de cinzel. Apesar dos seus nomes, estas são características naturais produzidas pelo arrefecimento, contração térmica e fracturação.
À medida que a lava arrefece, cristalizando para dentro a partir dos seus bordos, expele gases para formar vesículas nos limites inferior e superior. Estas são descritas como vesículas de caule tubular (pipe-stem vesicles) ou amígdalas de caule tubular (pipe-stem amygdales). Os líquidos expelidos da suspensão de cristais em arrefecimento sobem para o centro ainda fluido da escoada e produzem cilindros vesiculares (vesicle cylinders)  verticais. Onde estes se fundem em direção ao topo da escoada, formam folhas de basalto vesicular e são frequentemente recobertos por vesículas de gás que por vezes se enchem de minerais secundários. Os geodos de ametista encontrados nos basaltos de inundação da América do Sul formaram-se através deste mecanismo.
Os basaltos de inundação tipicamente cristalizam pouco antes de deixarem de fluir e, como resultado, as texturas de fluxo são incomuns em fluxos menos siliciosos. Por outro lado, a presença de bandas de fluxo é comum em escoadas félsicas.

#### Reologia
A viscosidade determina maioritariamente o comportamento das escoadas de lava. Enquanto a temperatura da lavas silicatadas comuns varia entre cerca de 800 ºC para as lavas félsicas e 1200 ºC para as lavas máficas, a sua viscosidade varia em sete ordens de grandeza, de 1011 cP (108 Pa⋅s) para as lavas félsicas até 104 cP (10 Pa⋅s) para as lavas máficas.
A viscosidade da lava é determinada principalmente pela composição, mas também depende da temperatura e da tensão de corte do material.
A viscosidade da lava também determina o tipo de atividade vulcânica que ocorre quando a lava é expelida. Quanto maior a viscosidade, maior a tendência para as erupções serem explosivas em vez de efusivas. Como resultado, a maioria dos fluxos de lava na Terra, Marte e Vénus são compostos por lava basáltica. Na Terra, 90% das escoadas lávicas são máficas ou ultramáficas, com a lava intermédia a representar 8% das escoadas e a lava félsica a representar apenas 2% das escoadas.
A viscosidade também determina o aspeto (espessura em relação à extensão lateral) das escoadas, a velocidade com que estas se movem e o carácter da superfície da escoada.
Quando as lavas altamente viscosas são emitidas de forma efusiva, e não na sua forma explosiva mais comum, produzem quase sempre escoadas ou domos lávicos de grande espessura e com bordos íngremes, ou seja, estruturas com um elevado rácio entre a altura e a largura. Nestas circunstâncias, as escoadas assumem a forma de escoadas de blocos vulcânicos em vez de escoadas do tipo ʻaʻā ou pāhoehoe. Netes casos, são comuns as escoadas ricas em obsidiana.
As lavas intermédias tendem a formar estratovulcões com encostas íngremes, com estratos alternados de lava de fases eruptivas efusivas e piroclastos de fases mais explosivas. As lavas máficas formam escoadas relativamente finas que podem estender-se até grandes distâncias, formando vulcões-escudo com declives suaves.
Para além da rocha fundida, a maioria das lavas contém sólidos em suspensão, incluindo cristais de vários minerais, fragmentos de rochas arrastados das paredes da chaminé vulcânica, conhecidos como xenólito, e fragmentos de lava previamente solidificada. O conteúdo cristalino da maioria das lavas confere-lhes propriedades tixotrópicas e de pseudoplasticidade. Por outras palavras, a maior parte das lavas não se comportam como fluidos newtonianos, em que a velocidade de escoamento é proporcional à tensão de corte. Em vez disso, uma lava típica é um fluido de Bingham, que apresenta uma resistência considerável ao escoamento até que seja ultrapassado um limiar de tensão, denominado tensão de cedência, a partir do qual o fluxo ocorre sem grande resistência.
Estas condições reológicas resultam num escoamento que se comporta como um fluxo em pistão de lava parcialmente cristalizada. Um exemplo familiar de fluxo em pistão é a pasta de dentes espremida de um tubo do qual a pasta sai como um tampão semi-sólido, porque a tensão de corte está concentrada numa fina camada junto das paredes do tubo e só aí é que a pasta se comporta como um fluido. O comportamento tixotrópico também impede que os cristais se depositem a partir da lava. Quando o teor de cristais atinge cerca de 60% em volume, a lava deixa de se comportar como um fluido e começa a comportar-se como um sólido. Esta mistura de cristais com rocha fundida é por vezes descrita como uma pasta de cristais.
A velocidade das escoadas de lava varia principalmente em função da viscosidade e da inclinação do terreno sobre o qual escorrem. Em geral, a lava flui lentamente, com velocidades típicas para fluxos basálticos do tipo havaiano de 0,40 km/h e velocidades máximas de 10 a 48 km/h em declives íngremes. Uma velocidade excecional de 30 a 100 km/h foi registada após o colapso de um lago de lava no Monte Nyiragongo. A relação de escala para as lavas é que a velocidade média de uma escoada é estimada como sendo o quadrado da sua espessura dividido pela sua viscosidade. Isto implica que uma escoada de riolito teria de ser cerca de mil vezes mais espessa do que uma escoada de basalto para fluir a velocidade semelhante.

### Composição
A lava solidificada na crosta terrestre é predominantemente constituída por minerais de silicatos, sobretudo feldspatos, feldspatóides, olivinas, piroxenas, anfíbolas, micas e quartzo. As raras lavas não-silicatadas podem ser formadas pela fusão local de depósitos minerais não-silicatados, ou pela separação de um magma em fases líquidas imiscíveis de silicatos e não-silicatos.
Como o principal parâmetro definidor do tipo de lava é a composição, as lavas são geralmente agrupadas em lavas silicatadas (grupo que inclui a vasta maioria das lavas) e lavas não-silicatadas (um raro grupo de lavas em que os silicatos não constituem o grupo dominante de constituintes). 

#### Lavas silicatadas
As lavas silicatadas são misturas fundidas dominadas por oxigénio e silício, os elementos mais abundantes da crosta terrestre, com quantidades menores de alumínio, cálcio, magnésio, ferro, sódio e potássio e quantidades ainda menores de muitos outros elementos. Os petrologistas expressam habitualmente a composição de uma lava silicatada em termos do peso ou da fração da massa molar dos óxidos dos principais elementos (com exceção do oxigénio) presentes na lava.
A componente de sílica domina o comportamento físico dos magmas silicatados. Os iões de silício presentes na lava ligam-se fortemente a quatro iões de oxigénio numa disposição tetraédrica. Se um ião de oxigénio estiver ligado a dois iões de silício na fusão, é descrito como um oxigénio em ponte, e a lava com muitos aglomerados ou cadeias de iões de silício ligados por iões de oxigénio em ponte é descrita como parcialmente polimerizada. O alumínio em combinação com óxidos de metais alcalinos (sódio e potássio) também tende a polimerizar a lava.
Outros catiões, como o ferro ferroso, o cálcio e o magnésio, ligam-se muito mais fracamente ao oxigénio e reduzem a tendência para a polimerização da lava. A polimerização parcial torna a lava viscosa, pelo que as lavas com elevado teor de sílica são muito mais viscosas do que as lavas pobres em sílica.
Devido ao papel da sílica na determinação da viscosidade e ao facto de se observar que muitas outras propriedades de uma lava (como a sua temperatura) estão fortemente correlacionadas com o teor em sílica, as lavas silicatadas, por serem um grupo muito diverso nas suas características físico-químicas, são subdivididas em quatro tipos químicos com base na riqueza relativa de sílica: (1) lavas félsicas, ácidas (ricas em sílica e em gases), viscosas, geralmente com baixas temperaturas, que se movem com muita dificuldade, sendo características de erupções vulcânicas do tipo explosivo; (2) lavas intermédias ou mistas, com características intermédias entre as lavas ácidas e lavas básicas; (3) lavas máficas, básicas (pobres em sílica e em gases, com temperatura muito elevada, que se movem muito rapidamente e são características de erupções vulcânicas do tipo efusivo; (4) lavas ultramáficas, com temperaturas muito elevadas (c. 1600 ºC), muito fluidas, mas cujas últimas erupções conhecidas datam do Fanerozóico da América Central; e (5) lavas alcalinas, com um teor elevado de óxidos de metais alcalinos (sódio e potássio), presentes particularmente em regiões de rifting continental.
Lavas félsicas
As lavas félsicas, ou lavas silícicas, são lavas que apresentam um teor de sílica superior a 63% em massa. Incluem as lavas geradoras dos riolitos e dacitos. Com um teor de sílica tão elevado, estas lavas são extremamente viscosas, variando de 108 cP (105 Pa⋅s) para lava de riolito quente a 1200 ºC para 1011 cP (108 Pa⋅s) para lava arrefecida de riolito a 800 ºC. Para comparação, a água à temperatura ambiente tem uma viscosidade de cerca de 1 cP (0,001 Pa⋅s). 
Devido a esta viscosidade muito elevada, as lavas félsicas estão normalmente associadas a erupções de carácter explosivo, as quais evoluem para produzir maioritariamente depósitos piroclásticos (fragmentários). No entanto, as lavas riolíticas ocorrem ocasionalmente em erupções de carácter efusivo as quais conduzem à formação de agulhas de lava, domos lávicos ou coulées (escoadas de lava espessas e curtas).  Estas lavas fragmentam-se tipicamente à medida que são estruídas, produzindo escoadas de lava em blocos, os quais contêm frequentemente obsidiana.
Os magmas félsicos podem entrar em erupção a temperaturas tão baixas como 800 °C. No entanto, lavas de riolito invulgarmente quentes (>950 °C) podem fluir por distâncias de muitas dezenas de quilómetros, como ocorreu em Snake River Plain, no noroeste dos Estados Unidos.
Lavas intermédias ou mistas
As lavas intermédias, mistas ou andesíticas, contêm 52% a 63% de sílica, são menos ricas em alumínio e geralmente um pouco mais ricas em magnésio e ferro do que as lavas félsicas. As lavas intermédias formam domos de andesito e escoadas de blocos de lava, podendo ocorrer em vulcões compostos de vertentes íngremes, como é frequente nos Andes.
Estas lavas são também normalmente mais quentes do que as lavas félsicas, com temperaturas na ordem dos 850 °C a 1100 °C. Devido ao seu baixo teor em sílica e às temperaturas eruptivas mais elevadas, tendem a ser muito menos viscosos, com uma viscosidade típica de 3,5 × 106 cP (3500 Pa⋅s) a 1200 °C. Este valor é ligeiramente superior à viscosidade da manteiga de amendoim lisa à temperatura ambiente.
As lavas intermédias apresentam uma maior tendência para formar fenocristais. Nelas, um teor mais elevado de ferro e magnésio tende a manifestar-se através da formação de uma massa matricial mais escura, na qual estão incluídos fenocristais de anfíbolas e piroxenas.
Lavas máficas
As lavas máficas, ou basálticas, são caracterizadas por um teor relativamente elevado de óxido de magnésio e de óxido de ferro (cujas fórmulas moleculares fornecem as consoantes utilizadas para formar o termo máfico) e têm um teor em sílica limitado a uma gama de 52% a 45%. Geralmente, a sua erupção ocorre a temperaturas de 1100 °C a 1200 °C, com viscosidades relativamente baixas, de 104 a 105 cP (10 a 100 Pa⋅s). Estes valores são semelhantes à viscosidade do ketchup, embora continue a ser muitas ordens de grandeza superior à viscosidade da água à temperatura ambiente.
As lavas máficas tendem a produzir vulcões-escudo ou basaltos de inundação de baixo perfil, porque a lava menos viscosa pode fluir por longas distâncias a partir da cratera ou fissura. A espessura de um fluxo de lava basáltica solidificada, particularmente num declive baixo, pode ser muito maior do que a espessura do fluxo de lava fundida em movimento em qualquer momento, porque as lavas basálticas podem inflar por um fornecimento contínuo de lava que aumente a sua pressão sobre a crosta solidificada que reveste a escoada, a qual funciona como um balão.
A maioria das lavas basálticas são do tipo ʻaʻā ou pāhoehoe, em vez de lavas em blocos. Debaixo de água, podem formar escoadas de lava em almofada, que são bastante semelhantes a algumas lavas do tipo pāhoehoe em erupções subaéreas de muito baixa viscosidade.
Lavas ultramáficas
As lavas ultramáficas, como as lavas de komatiite e os magmas altamente magnesianos que formam o boninito, têm um teor de sílica inferior a 45% e levam a composição e as temperaturas de erupção ao extremo. As lavas de komatiite contêm mais de 18% de óxido de magnésio e postula-se que sejam emitidas a temperaturas superiores a 1600 °C. A esta temperatura, praticamente não há polimerização dos compostos minerais, criando um líquido muito fluido e consequentemente altamente móvel.
Acredita-se que as viscosidades dos magmas de komatiite tenham sido tão baixas quanto 100 a 1000 cP (0,1 a 1 Pa⋅s), semelhante à do óleo de motor leve. A maioria das lavas ultramáficas estão datadas de períodos anteriores ao Proterozoico, tendo como exceção apenas alguns magmas ultramáficos do Fanerozoico da América Central, atribuídos a uma pluma mantélica quente que existiu naquela região. Não são conhecidas lavas de komatiite modernas, uma vez que o manto da Terra arrefeceu demasiado para produzir magmas altamente magnesianos.
Lavas alcalinas
Algumas lavas silicatadas têm um teor elevado de óxidos de metais alcalinos (sódio e potássio), ocorrendo particularmente em regiões de rifting continental, áreas sobrepostas a bordos de placas tectónias que sofreram subdução profunda e em zonas de pontos quente com vulcanismo intraplaca.
O seu teor em sílica pode variar de ultramáfico (nefelinitos, basanitos e tefritos) a félsico (traquitos). É mais provável que sejam gerados a maiores profundidades no manto do que os magmas subalcalinos.
As lavas de nefelinito olivínico são ultramáficas e altamente alcalinas, e pensa-se que provêm de zonas muito mais profundas do manto da Terra do que as outras lavas.

#### Lavas não silicatadas
Algumas lavas de composição invulgar, por serem constituídas por materiais nos quais os silicatos não são dominantes, ocorreram em erupções na superfície da Terra. Entre estas lavas não silicatadas incluem-se as seguintes:
- Lavas carbonatito e natrocarbonatito são conhecidas do vulcão Ol Doinyo Lengai, na Tanzânia, que é o único exemplo de um vulcão de carbonatito ativo que se conhece.[51] Os carbonatitos no registo geológico são tipicamente constituídos por 75% de minerais de carbonato, com quantidades menores de minerais de silicato não saturados em sílica (tais como micas e olivinas), apatite, magnetite e pirocloro. Isto pode não refletir a composição original da lava, que pode ter incluído carbonato de sódio que foi subsequentemente removido pela atividade hidrotermal, embora as experiências laboratoriais mostrem que é possível um magma rico em calcite. As lavas de carbonatitos apresentam rácios de isótopos estáveis que indicam que são derivadas das lavas silícicas altamente alcalinas com as quais estão sempre associadas, formadas provavelmente por separação de uma fase imiscível.[52] As lavas de natrocarbonatito do vulcão Ol Doinyo Lengai são compostas maioritariamente por carbonato de sódio, com cerca de um quarto em massa de carbonato de cálcio e outro quarto de carbonato de potássio, e pequenas quantidades de halogenetos, fluoretos e sulfatos. As lavas são extremamente fluidas, com viscosidades apenas ligeiramente superiores à da água, e são comparativamente muito frias, com temperaturas medidas de 491 ºC a 544 ºC.[53]
- Lavas de óxido de ferro são a fonte do minério de ferro em Kiruna, Suécia, resultado de um depósito que se formou durante o Proterozoico.[30] Lavas de óxido de ferro de idade pliocénica ocorrem também no complexo vulcânico El Laco, na fronteira entre o Chile e a Argentina.[29] Postula-se que as lavas de óxido de ferro são o resultado da separação imiscível do magma de óxido de ferro de um magma parental de composição calco-alcalina ou alcalina.[30]
- Lavas de enxofre formaram escoadas com até 250 m de comprimento e 10 m de largura no vulcão Lastarria, no Chile. Estas escoadas foram formadas pela fusão de depósitos de enxofre a temperaturas tão baixas quanto 113 °C.[29]

O termo lava também pode ser usado para se referir a misturas de gelo derretido que ocorrem em erupções nos satélites gelados dos planetas gigantes do Sistema Solar.

### Morfologia das escoadas lávicas
A morfologia das ecoadas de lava descreve a sua forma ou textura superficial. As escoadas lávicas basálticas, mais fluidas, tendem a formar corpos achatados em forma de folha, ao passo que as escoadas lávicas de traquito ou riolito, mais viscosas, formam massas rochosas em forma de blocos vulcânicos. A lava que irrompe debaixo de água, particularmente a lava resultante de erupções submarinas, tem as suas próprias características distintivas.
Em função da viscosidade da lava emitida, que por sua vez é determina pela sua composição e temperatura, as escoadas lávicas assumem quatro formas principais: (1) escoadas encordoadas (frequentemente designadas por lavas pāhoehoe; (2) escoadas escoriáceas, frequentemente designadas por lavas ʻaʻā ou aa;  (3) escoadas em blocos, normalmente associadas a emissões de lavas muito viscosas, com as que geram os domos lávicos e as coulées; e (4) lavas em almofada, resultantes da solidificação da lava em meio subaquático. 
Escoadas encordoadas
As lavas encordoadas (frequentemente designadas usando a terminologia havaiana por pāhoehoe ou pahoehoe, que significa macio) são geralmente escoadas de lavas basálticas, muito fluidas, com uma superfície lisa, empolada, ondulante ou encordoada. Estas características da superfície devem-se ao movimento de lava muito fluida sob uma crosta superficial parcialmente solidificada, mas ainda assim flexível. 
A superfície destas escoadas é lisa, com rugosidades que formam estruturas semelhantes cordas enroladas, aspeto de que deriva o nome de lavas em corda ou lavas em tripa. Embora a designação lusófona seja lava encordoada, o termo havaiano pāhoehoe é o mais utilizado na nomenclatura internacional, tendo a palavra havaiana sido introduzida como um termo técnico em geologia por Clarence Dutton.
As escoadas deste tipo avançam como uma série de pequenos lóbulos, ou dedos, que rompem continuamente a crosta superficial arrefecida. Uma vez solidificadas, as suas superfícies são onduladas, estriadas ou mesmo lisas. Estas superfícies devem-se ao movimento muito fluido da lava sob uma crosta coagulada. A textura da superfície das escoadas lávicas do tipo encordoado é muito variável, apresentando formas por vezes referidas como esculturas de lava.
As escoadas deste tipo apresentam frequentemente tubos de lava, já que a pequena perda de calor através da superfície da escoada mantém a viscosidade baixa nas camadas inferiores, as quais continuam a fluir mesmo quando a superfície já tenha solidificado, gerando túneis lávicos. Estes túneis pode ter muitos quilómetros de comprimento.
As lavas encordoadas têm tipicamente uma temperatura de 1100 ºC a 1200 ºC. Na Terra, a maioria dos fluxos deste tipo de lava tem menos de 10 km de comprimento, mas algumas escoadas de lavas encordoadas têm mais de 50 km de comprimento. Algumas escoadas de basalto de inundação conhecidas do registo geológico estendem-se por centenas de quilómetros.
À medida que se afastam da fonte, as escoadas lávicas encordoadas (pāhoehoe) podem tornar-se lavas escoriáceas (a'ā) devido à perda de calor e ao consequente aumento da viscosidade. As observações sugerem que a transição tem lugar a uma temperatura entre 1200 ºC e 1170 ºC, com alguma dependência da tensão de corte do material formado.
A textura arredondada faz com que as lavas encordoadas sejam maus refletores de radar, sendo por isso difícil a sua observação a partir de um satélite em órbita.
Escoadas escoriáceas
As lavas escoriáceas (frequentemente designadas usando a terminologia havaiana por ʻaʻā, que significa lava pedregosa, mas também queimar ou arder) constituem um dos tipos básicos de escoadas lávicas fluidas, caracterizadas pela sua superfície aplainada e irregular, resultante da perda rápida de gases. Dada a rápida fragmentação sofrida, estas ecoadas são composta por fragmentos de lava designados por clínquer vulcânico. A designação ʻaʻā foi introduzido como termo técnico em geologia por Clarence Dutton.
As escoadas lávicas coriáceas avançam lentamente, a uma velocidade de 5 a 50 metros por hora, velocidade essa que contribui para o seu aspeto caótico, pois a uma velocidade tão baixa, a superfície é parcialmente arrefecida e, quando empurrada pela lava ainda quente que se encontra por baixo, deforma-se e sofre fissuração. A sua superfície fria e fragmentada deve-se à saída de gases, que produzem numerosos poros e vesículas.
Em consequência da presença do clínquer, a superfície das escoada lávicas coriáceas são soltas e rugosas, recobertas por fragmentos serrilhados, ásperos e desiguais, o que torna difícil caminhar sobre elas. A superfície de clínquer cobre o núcleo maciço da escoada, correspondente à sua zona mais ativa durante o movimento. À medida que a lava viscosa do núcleo desce pela encosta, o clínquer é arrastado para a superfície da escoada, passando a constituir uma camada de cobertura relativamente uniforme.
Na frente das escoadas coriáceas, os fragmentos arrefecidos caem em direção à base e são recobertos pela escoada que avança. Isto leva à formação de duas camadas de fragmentos arrefecidos: uma na base e outra no topo da escoada lávica. Nos escoadas coriáceas é comum a ocorrência de massas esferoidais de lava, na realidade bolas de acreção, com até 3 m de diâmetro. Emboras as lavas do tipo ʻaʻā sejam geralmente mais viscosas do que as do tipo pāhoehoe, estas últimas podem-se converter em lavas ʻaʻā se o fluxo se tornar turbulento devido a obstáculos ou declives acentuados.
As lavas que produzem escoadas do tipo escoriáceo são geralmente mais viscosas do que as do tipo encordoado, sendo que estas últimas podem formar escoadas escoriáceas se o fluxo de lava se tornar turbulento devido à presença de obstáculos no terreno ou se sofrerem um marcado arrefecimento. Estas lavas tipicamente emergem da cratera a temperaturas de 1050 °C a 1150 °C ou superiores.
A textura nítida e angular faz das formações resultantes de lavas do tipo ʻaʻā um forte refletor de radar, podendo as escoadas ser facilmente vistas a partir de um satélite em órbita (são brilhantes nas imagens da sonda Magellan).
Escoadas em blocos (incluindo as coulées)
As escoadas em bloco são típicas de emissões lávicas produzidas a partir de magmas mais ácidos, que fluem dificilmente pela superfície dada a sua grande viscosidade, o que lhes confere uma textura em blocos. Estas escoadas são longas e compostas por blocos irregulares, sem aspeto de escórias. 
As escoadas lávicas em blocos são típicas das lavas siliciosas dos andesitos produzidos pelos estratovulcões. Comportam-se de forma semelhante às escoadas escoriáceas (tipo ʻaʻā), mas a sua natureza mais viscosa faz com que a superfície seja recoberta por fragmentos angulares de faces lisas (blocos) de lava solidificada em vez de clínqueres. Tal como nas escoadas ʻaʻā, o interior fundido da escoada, que é mantido isolado pela superfície de blocos solidificados, avança sobre os escombros que caem da frente da escoada. Também se movem muito mais lentamente para baixo e são mais espessos em profundidade do que as escoadas do tipo ʻaʻā.
Lavas em almofada
Designam-se por lavas em almofada (frequentemente usando a terminologia anglófona pilow lava) as lavas basálticas solidificadas em ambiente subaquático, sendo estas as escoadas lávicas típicas das erupções vulcânicas submarinas. A denominação deve-se à morfologia esferoidal dos blocos, com secção transversal aproximadamente esférica, que forma massas em forma de almofada, dando ao conjunto um aspeto semelhante a almofadas empilhadas.
A lava em almofada é a estrutura lávica tipicamente formada quando a lava emerge de um vulcão submarino ou vulcão subglacial, ou quando uma escoada de lava entra no mar. A lava ganha uma crosta sólida em contacto com a água, e esta crosta fende e exsuda grandes bolhas ou almofadas adicionais à medida que mais lava emerge do fluxo que avança. Uma vez que a água cobre a maior parte da superfície da Terra e que a maioria dos vulcões se situa perto ou debaixo de massas de água, a lava em forma de almofada é muito comum. Na realidade, a maior parte da emissão de lava no planeta Terra é produzida pelo vulcanismo fissural nas cristas médias oceânicas, que produz precisamente lavas em forma de almofada, material que assim predomina largamente na camada basáltica mais superficial da crosta oceânica.
As lavas em almofada formam-se não apenas em mar profundo, mas também quando as lavas subaéreas correm pelas vertentes entrando em contacto com o mar, rios ou lagos. Ao entrar num meio aquático, a lava forma de imediato uma crosta sólida por arrefecimento provocado pelo contato com a água, mas a diferença de densidades leva a que esta crosta se rompa e sejam exsudadas mais almofadas à medida que mais lava chega do fluxo lávico.
As superfícies vítreas destas lavas não são lisas; apresentam fissuras, rugas e estrias lineares, muitas das quais cortadas em ângulos retos. As lavas em almofada podem ser encontradas numa grande variedade de morfologias, incluindo formas bulbosas, esféricas, achatadas, alongadas e tubulares, variando em diâmetro de várias dezenas de centímetros a várias dezenas de metros. No entanto, o seu tamanho típico varia entre 0,5 e 1 m. 
O interior das lavas em almofada arrefece mais lentamente que a cobertura exterior vítrea, sendo consequentemente mais cristalino. A cristalização a taxas de arrefecimento progressivamente mais lentas em direção ao interior produz uma considerável variedade de texturas nestas rochas.

### Formações lávicas
A lava, sendo um material bastante mais viscoso do que a água, não flui tão rapidamente e facilmente quanto esta. No entanto, quando o declive do terreno em que se desloca é muito acentuado a lava pode fluir a velocidades consideráveis. Mesmo quando a lava se encontra às temperaturas mais altas que pode atingir (cerca de 1250 °C), esta continua a ter um grau de viscosidade elevado que aumenta com a diminuição da temperatura a que se encontra. Em zonas planas e a uma distância considerável da sua fonte os "rios" de lava avançam lentamente, o que torna o arrefecimento superficial muito rápido, formando-se uma crosta sólida com uma espessura tal que permite que uma pessoa possa caminhar sobre ela, funcionando como uma ponte sobre a lava que ainda continua a fluir no interior da escoada.
Existem poucas coisas que podem resistir ao avanço de uma escoada lávica. As árvores incendeiam-se rapidamente com o calor emitido da lava a altas temperaturas e ao serem atingidas por ela mergulham no seu interior desaparecendo quase de imediato. Mesmo o mar não se consegue opor ao fluxo de uma corrente de lava e recua com a sua chegada, permitindo a formação de deltas lávicos. Promontórios que se estendem a distâncias consideráveis da costa são formados desta forma.
Como são formadas por rocha fundida viscosa, as escoadas de lava e as erupções criam formações, formas de relevo e características topográficas distintas, desde o macroscópico ao microscópico. Entre as formações características da presença de lavas incluem-se as seguintes:
Cone vulcânico
Os vulcões são as principais formas de relevo construídas por erupções repetidas de lava e cinzas ao longo do tempo. A sua forma varia entre vulcões-escudo, com declives amplos e pouco profundos, formados por erupções predominantemente efusivas de escoadas lávicas basálticas relativamente fluidas, e estratovulcões, com declives acentuados (também conhecidos como vulcões compostos) constituídos por camadas alternadas de cinzas e escoadas lávicas mais viscosas, típicas de lavas intermédias e félsicas.
Uma caldeira é uma grande cratera de subsidência que se pode formar num estratovulcão se a câmara magmática for parcial ou totalmente esvaziada por grandes erupções explosivas. Nesse caso, o cone do cume deixa de ter sustentação na base e colapsa sobre si próprio. O colapso que gera a caldeira pode levar à formação de lagos de cratera vulcânica (como a Lagoa das Sete Cidades, nos Açores) e domos de lava que surgem após o evento. No entanto, as caldeiras também se podem formar por meios não explosivos, como a subsidência gradual do magma. Isto é típico de muitos vulcões-escudo.
Cones de escórias e cones de salpicos
Os cones de escórias e cinzas e os cones de salpicos são cones vulcânicos que se constituem como elementos de pequena escala formados pela acumulação de lava em torno da abertura de um edifício vulcânico, constituindo as formas geomorfológicas mais comuns associadas ao vulcanismo. 
Os cones de cinzas são formados a partir de tefra ou cinzas vulcânicas e tufos que são lançados a partir de uma erupção explosiva. Os cones de salpicos são formados pela acumulação de escória vulcânica fundida e cinzas ejetadas numa forma mais líquida.
Kīpukas
Kīpuka é um termo derivado da língua havaiana, para designar uma área elevada, como uma colina, um cume ou um antigo domo de lava no interior ou a jusante de uma área de vulcanismo ativo. Os novos fluxos de lava cobrem o terreno circundante, isolando o kīpuka de modo a que apareça como uma ilha rodeada pelas escoadas de lava. Um exemplo de kīpuka é o Pico da Cruz, na ilha Terceira, um cone de escórias inteiramente rodeado por escoadas basálticas provenientes das erupções do Algar do Carvão.
Domos e coulées de lava

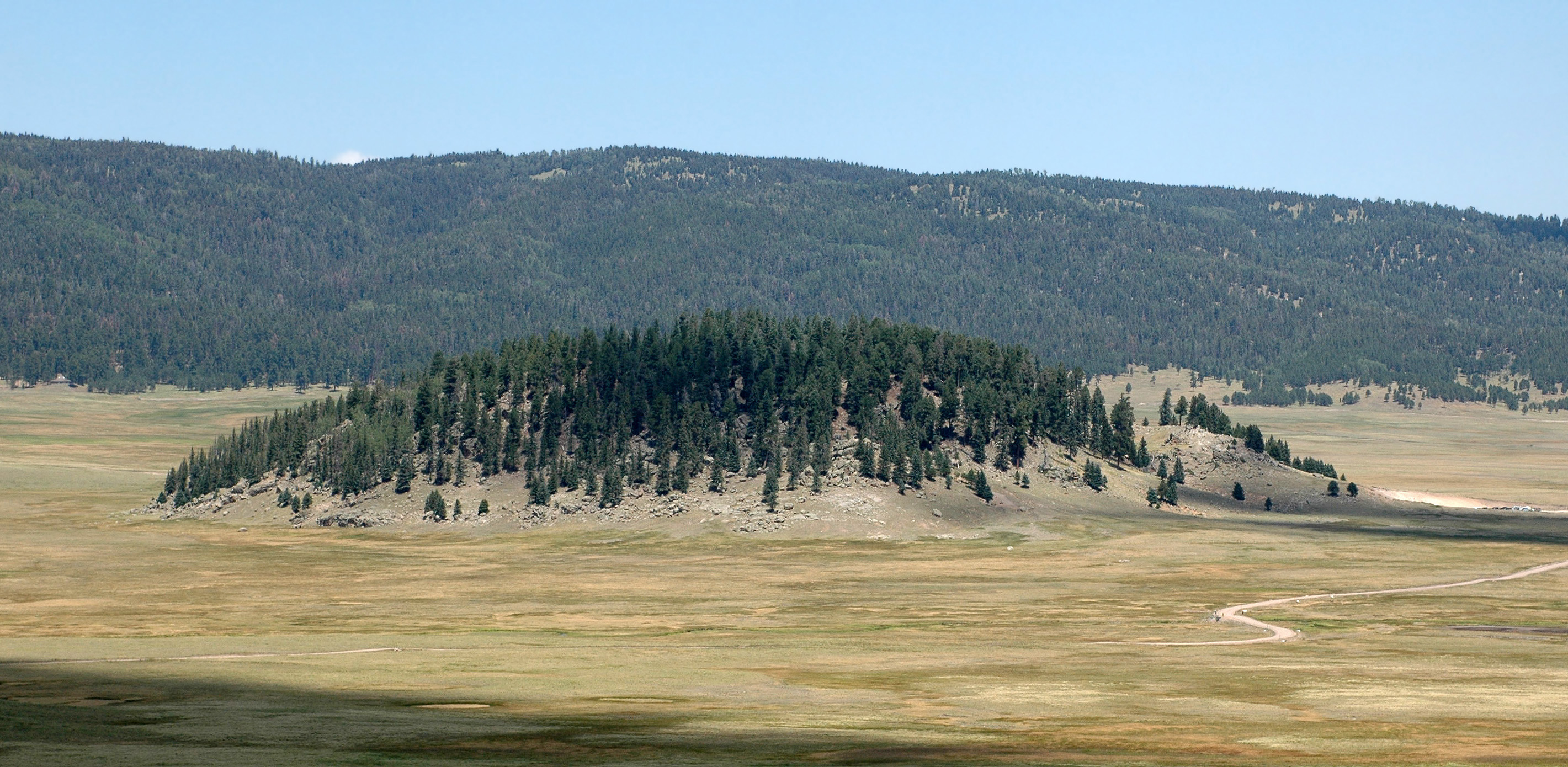
Um domo de lava arborizado no meio do Valle Grande, o maior prado da Valles Caldera National Preserve, Novo México, Estados Unidos.

Os domos de lava (por vezes referidos por domas) são formadas pela extrusão de magma félsico viscoso. Podem formar protuberâncias arredondadas proeminentes, como em Valles Caldera. À medida que um vulcão emite lava siliciosa, pode formar um domo de inflação ou domo endógeno, construindo gradualmente uma grande estrutura semelhante a uma almofada que apresenta fissuras e pode libertar pedaços de rocha e blocos arrefecidos. As margens superior e lateral de um domo lávico em expansão tendem a ficar cobertas de fragmentos de rocha, brechas e cinzas.
Exemplos de erupções de domos de lava incluem o domo de Novarupta e os sucessivos domos de lava do Monte Saint Helens.
Quando um domo se forma numa superfície inclinada, pode fluir em fluxos curtos e espessos chamados coulées (domos de fluxo). Estas escoadas, com espessuras de dezenas ou mesmo mais de uma centena de metros, percorrem frequentemente apenas alguns quilómetros a partir da fonte.
Tubos lávicos
Os tubos lávicos, ou túneis lávicos, formam-se quando uma escoada de lava relativamente fluida arrefece na superfície superior o suficiente para formar uma crosta. Por baixo da crosta, que sendo feita de rocha é um excelente isolante, a lava pode continuar a fluir como um líquido. Quando este fluxo ocorre durante um período prolongado, a conduta de lava pode formar uma abertura em forma de túnel ou tubo de lava, que pode conduzir a rocha fundida a muitos quilómetros da abertura sem arrefecer consideravelmente. Muitas vezes, estes tubos de lava esvaziam-se quando o fornecimento de lava fresca para, deixando uma extensão considerável de túnel aberto no interior da escoada de lava.
Os tubos de lava são conhecidos das erupções atuais do Kīlauea, da ilha do Pico e de outras ilhas dos Açores, onde são frequentes estas cavidades vulcânicas, algumas com vários quilómetros de comprimento. Um bom exemplo é a Gruta das Torres, no Pico. Também são conhecidos tubos de lava significativos, extensos e abertos, de idade terciária no norte de Queensland, Austrália, alguns dos quais se estendem por mais de 15 km.
Lagos de lava
Raramente, um cone vulcânico pode encher-se de lava sem não entrar em erupção. A massa de lava que se acumula dentro da caldeira forma uma estrutura conhecida por lago de lava. Os lagos de lava não costumam persistir por muito tempo, drenando de volta para a câmara magmática assim que a pressão é aliviada (geralmente pela ventilação de gases através da caldeira), ou drenando através da emissão de escoadas de lava ou de um surto piroclástico.
Apesar disso, existem alguns raros locais no mundo onde existem lagos de lava permanentes, entre os quais:
- Monte Erebus, Antarctica[81]
- Erta Ale, Etiópia[82]
- Nyiragongo, República Democrática do Congo[83]
- Ambrym, Vanuatu.[81]

Deltas lávicos
Os deltas lávicos formam-se sempre que escoadas de lava subaéreas entram em massas de água. A lava arrefece e fragmenta-se à medida que encontra a água, com os fragmentos resultantes a preencher a topografia do fundo do mar, de modo que o fluxo lávico se possa deslocar mais para o largo. Os deltas de lava estão geralmente associados a vulcanismo basáltico efusivo de grande escala.
Fontes de lava

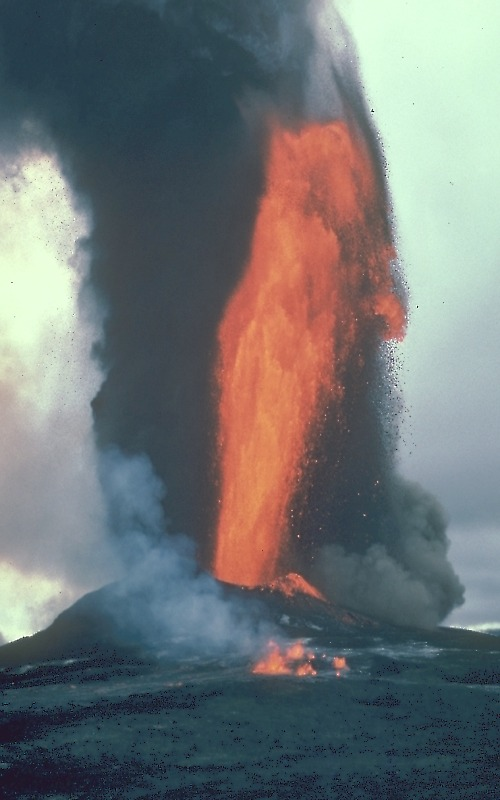
Fonte de lava com 450 m de altura no Kīlauea (Hawaii).

Uma fonte de lava é um fenómeno vulcânico em que a lava é ejetada com grande velocidade, mas não de forma explosiva, a partir de uma cratera vulcânica, abertura ou fissura. As fontes de lava podem ocorrer como uma série de impulsos curtos ou como um jato contínuo de lava, estando normalmente associadas a erupções efusivas do tipo havaiano.
A fonte de lava mais alta registada foi durante a erupção de 23 de novembro de 2013 do Monte Etna, em Itália, em que o jato de lava atingiu uma altura estável de cerca de 2500 m durante 18 minutos, atingindo brevemente uma altura de 3400 m.
Cascatas de lava
As erupções vulcânicas são por vezes acompanhadas por fenómenos que aumentam a sua grandeza. Por vezes acontece que a escoada lávica se encontra com um precipício de altura significativa produzindo uma cascata flamejante.

## Risco associado às erupções efusivas (hazards)

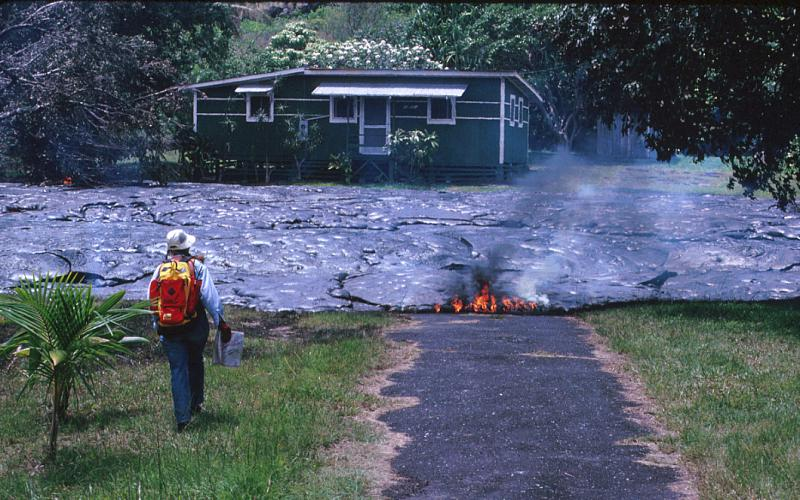
A lava pode facilmente destruir cidades inteiras. Esta imagem mostra uma das mais de 100 casas destruídas pelo fluxo de lava em Kalapana, Hawaii, em 1990.

As escoadas de lava são extremamente destrutivas para as estruturas que se encontram no seu caminho. No entanto, as vítimas humanas são raras, uma vez que os fluxos são geralmente suficientemente lentos para que as pessoas e os animais possam escapar, embora isso dependa da viscosidade da lava. No entanto, já ocorreram feridos e mortos, quer porque a sua rota de fuga foi cortada, quer porque se aproximaram demasiado do fluxo ou, mais raramente, se a frente do fluxo de lava se deslocar demasiado depressa. Isto aconteceu, nomeadamente, durante a erupção do Monte Nyiragongo, no Zaire (atual República Democrática do Congo). Na noite de 10 de janeiro de 1977, a parede de uma cratera colapsou e um lago de lava muito fluida escoou-se em menos de uma hora através da abertura criada. O fluxo resultante desceu as encostas íngremes a uma velocidade de até 100 km/h e inundou várias aldeias enquanto os residentes dormiam. Como resultado deste desastre, a montanha foi designada como Vulcão da Década em 1991.
As fatalidades atribuídas a vulcões têm frequentemente uma causa diferente. Por exemplo, materiais vulcânicos ejetados, fluxos piroclásticos do colapso de um domo de lava, lahars, emissões de gases vulcânicos venenosos que viajam à frente da lava ou explosões de vapor causadas quando o fluxo lávico entra em contacto com a água. Uma área particularmente perigosa são os balcões de lava formados no bordo terminal dos deltas lávicos e no bordo de avanço das escoadas lávicas em áreas de grande declive, sujeitas a ruturas bruscas que propiciam a formação de derrocadas, muitas vezes trazendo à mistura material semi-fundido.
As áreas de escoadas lávicas recentes continuam a representar um perigo muito depois de a lava ter arrefecido. Nos locais onde as escoadas jovens criaram novos terrenos, as estruturas geológicas são instáveis e podem fragmentar-se facilmente, causando derrocadas. As escoadas muitas vezes fendem profundamente, formando perigosos algares e fendas, e uma queda contra a lava coriácea do tipo ʻaʻā é semelhante a uma queda contra estilhaços de vidro. Recomenda-se o uso de botas de caminhada resistentes, calças compridas e luvas para atravessar os fluxos de lava.
Desviar uma escoada de lava é extremamente difícil, mas pode ser conseguido nalgumas circunstâncias, como foi parcialmente conseguido em Vestmannaeyjar, na Islândia. A conceção ótima de barreiras simples e de baixo custo que desviem os fluxos de lava é uma área de investigação em curso.
Povoações destruídas por escoadas de lava
- As aldeias Nisga'a de Lax Ksiluux e Wii Lax K'abit, no noroeste da Colúmbia Britânica, Canadá, foram destruídas por espessos fluxos de lava durante a erupção do Tseax Cone no século XVIII;
- Garachico, na Tenerife, foi destruído pela erupção de Trevejo (1706) (reconstruída);
- Cagsawa, Filipinas, soterrada pela lava que irrompeu do Vulcão Mayon em 1814;[92]
- Keawaiki, Hawaii, 1859 (abandonada)
- San Sebastiano al Vesuvio, Itália, destruída em 1944 pela última erupção do Vesúvio durante a ocupação do sul de Itália pelos Aliados (reconstruída);
- Koae e Kapoho, Hawaii, ambas destruídas pela mesma erupção do Kīlauea em janeiro de 1960 (abandonadas);[93]
- Kalapana, Hawaii, destruída pela erupção do vulcão Kīlauea em 1990 (abandonada);
- Kapoho, Hawaii, largamente inundado pela lava em junho de 2018, tendo a sua subdivisão Vacationland Hawaii ficado completamente destruída.
- Kaimu, Havai (abandonada)

Povoações danificadas por escoadas de lava
- Catânia, Itália, na erupção do Etna de 1669[94] (reconstruída);
- Bairro de São Pedro, Biscoitos, pela erupção de 1761 dos Picos Gordos (reconstruída);
- Sale'aula, Samoa, por erupções do Monte Matavanu entre 1905 e 1911;
- Mascali, Itália, quase destruída por uma erupção do Etna em 1928 (reconstruída);[95]
- Parícutin (aldeia que deu nome ao vulcão) e San Juan Parangaricutiro, México, pelo vulcão Parícutin de 1943 a 1952;
- Heimaey, Islândia, na erupção de 1973 do Eldfell (reconstruída);
- Piton Sainte-Rose, ilha da Reunião, em 1977;[96]
- Royal Gardens, Hawaii, pela erupção do Kilauea em 1986-1987 (abandonada);
- Goma, República Democrática do Congo, na erupção do Nyiragongo em 2002;[97]
- Los Llanos de Aridane (bairro de Todoque) e El Paso (bairro El Paraíso) em La Palma na erupção vulcânica de 2021 de Cumbre Vieja[98][99][100]

Povoações destruídas por quedas de piroclastos
Os piroclastos são a lava sob a forma de cinzas vulcânicas, lapilli, bombas vulcânicas ou blocos vulcânicos.
- Pompeii, Itália, na erupção do Monte Vesúvio em 79 d.C.;
- Herculaneum, Itália, na erupção do Monte Vesúvio em 79 d.C.;
- Cerén, El Salvador, na erupção do Ilopango entre 410 e 535 d.C.;[101]
- Ilha de Sumbawa, Indonésia, na erupção do Monte Tambora em 1815;
- Plymouth, Montserrat, em 1995. Plymouth era a capital e o único porto de entrada de Montserrat e teve de ser completamente abandonada, juntamente com mais de metade da ilha. Continua a ser a capital de jure.